# Серджо Майолі
Серджо Майолі (італ. Sergio Majoli, 27 листопада 1926, Неаполь - 29 грудня 2007, Рим) - італійський адмірал, начальник генерального штабу ВМС Італії протягом 1988-1989 років.

## Біографія
Серджо Майолі народився 257 листопада 1926 року в Неаполі. Протягом 1944-1947 років навчався у Військово-морській академії в Ліворно, після чого ніс службу на корветі «Фолага». У 1956 році отримав спеціальність артилериста, ніс службу на крейсерах «Дука дельї Абруцці» та «Раймондо Монтекукколі». Пізніше викладав артилерійську справу у Військово-морській академії.
У званні лейтенанта і капітана III рангу командував тральщиком «DV 412», корветами «Крісаліде» та «Шимітарра», 74-ю і 57-ю ескадрами тральщиків. потім був заступником начальника штабу 2-ї морської дивізії. Отримавши звання капітана I рангу, командував есмінцем КРО «Ардіто», 7-ю ескадрою фрегатів, потім був начальником штабу 1-ї морської дивізії.
З жовтня 1978 року по вересень 19980 року був начальником відділу планування штабу флоту.
У 1979 році отримав звання контрадмірала. Був начальником 3-го відділу планування та операцій генерального штабу флоту, потім командував 1-ю морською дивізією, 12-ю морською групою (есмінець «Аудаче», фрегат «Орса», допоміжне судно «Везувіо») в поході в Червоне море та до Африканського Рогу в 1982 році.
З січня 1983 року по листопад 1985 року Серджо Майолі був начальником штабу оперативних сил флоту, потім командувачем військово-морського командування в Тірренському морі, далі заступником начальника генерального штабу ВМС Італії.
У 1984 році отримав звання ескадреного адмірала, Серджо Майолі знову став командувачем військово-морського командування в центральному Середземномор'ї, а також віце-президентом Вищої ради збройних сил.
З лютого 1987 року по березень 1988 року був командувачем військово-морського командування в Тірренському морі і союзних військово-морських сил на півдні Європи.
З 10 квітня 1988 року по 27 листопада 1989 року Серджо Майолі обіймав посаду начальника генерального штабу ВМС Італії. Під час його керівництва був прийнятий закон про формування морської авіації.
Помер 29 листопада 2007 року у Римі.

## Нагороди

### Італійські
- Кавалер Великого хреста Ордена «За заслуги перед Італійською Республікою»

### Іноземні
- Командор Легіону Заслуг (США)